# 事件驅動投資
事件驱动型投资或事件驱动型交易是一种避險基金投资策略，目的是利用在公司事件發生前後的潛在市場定價無效率的情况，比如說季財報電話會議，破產時的不良證券，從併購中套利。最近，業內人士将此定義進行擴充，如發生自然災害和股東行動主義者組織的行動。 但是，從併購中套利仍是其中最主要的投资策略。 
事件驱动的投资策略通常只適合經驗豐富的投資人使用，例如避險基金和私募基金公司。因为傳統的股票投資人，包括股票共同基金的經理，並沒有足夠的專業或者資訊正確的分析這一類公司事件相關的風險。
著名的康沃尔資本公司（Cornwall Capital）成功的利用该策略，并被迈克尔·刘易斯（Michael Lewis）作為“大賣空”電影的題材。劇中人物壓注在CDS上，認為次貸將在不久的時間內發生大量違約事件，這是一次成功的事件驅動型投資。